# Hahót
Hahót község Zala vármegyében, a Nagykanizsai járásban.
Korábban különálló településrészei voltak Alsó- és Felső-Hahót, de ezek már teljesen összeépültek, 1901-ben hivatalosan is egyesítették őket Hahót néven.
Szokás nevezni Hahótot Magyarország egyik leghosszabb községének is, mivel eredetileg egyutcás település volt és lakott területrészei szokatlanul hosszan – mintegy 6 kilométeres hosszúságban – nyúlnak el az észak-déli tengelyét képező műút mellett.

## Fekvése
A Zalai-dombságban, ezen belül az Egerszeg–Letenyei-dombság területén helyezkedik el.
A települést átszelő műúttól nyugatra eső területrész partos; szántó, erdő és szőlőhegy is található itt. Határának keleti fele a Szévíz-csatorna árterébe tartozik, lapályos, áradásoknak kitett terület.
A közvetlenül határos települések: észak felől Pölöske, északkelet felől Pötréte, kelet felől Kilimán, délkelet felől Pölöskefő, dél felől Zalaszentbalázs, délnyugat felől Bucsuta és Pusztamagyaród, északnyugat felől pedig Söjtör.
A legközelebbi nagyobb városok Nagykanizsa és Zalaegerszeg, mindkettőtől egyaránt körülbelül 25 kilométerre helyezkedik el.

### Megközelítése
Legfontosabb közúti elérési útvonala a 74-es főút, mely végighúzódik a községen, bár az északabbi fekvésű településrészeket inkább elkerüli nyugati irányból. A főút mellett egy másik, kisebb forgalmú útvonal is érinti a község területét. Ez az út, Felsőrajktól, a 7527-es úttól idáig (a 74-esig) a 7532-es számozást viseli, onnan tovább Söjtörig 7535-ös számozással húzódik.
Vasútvonal nem érinti; a legközelebbi vasúti csatlakozási lehetőséget a Szombathely–Nagykanizsa-vasútvonal Pötréte megállóhelye kínálja, mintegy 6 kilométerre északkeletre.

## Története

### Középkor
A régészeti kutatások igazolják, hogy már a késő vaskorban volt itt település a mai tsz-major helyén. A középkorban avar település volt a Sárkány-szigeten. (Az ásatások még 2006-ban is folytak.) A település "folytonosságát" az eddigi kutatások is bizonyítják (pl.: Cseresznyés-dűlőben talált római sírok). A település nevét először 1234-ból olvashatjuk Hoholt alakban. (1356: Haholth; 1456: Hahoth; 1466: Hahowt).
Nevét a Hahót-Buzád nemzetség ősétől kapta, a német származású Hadolt vagy Haholttól. A család felmenői Kézai Simon szerint wartburgi nemesek voltak. Thuróczi János szerint a türingiai orlamundi grófi családból eredt, bár az újabb kutatások szerint a család ősei a 743-ban a Lex Baiuvariorumban említett bajor ősnemes Huosi-nemzetségből származtak (lásd: Tóth Endre: Hoholt - Hahót c. tanulmánya a Századok 2003/2. számában). Annak a seregnek volt egyik vezetője, melyet III. István hívott be 1162-ben Meißenből (Szászország), a Német-Római Császárságból, a bizánci segítséggel őt a trónjáról elűző nagybátyja IV. István ellenében (1163). Haholt a magával hozott saját katonasággal leverte a IV. István érdekében fellépő nemzetségek, köztük a Csákok lázadását. Szolgálataiért hatalmas birtokokat kapott nagyobbrészt Zala, kisebb részt Sopron vármegyékben. Szálláshelye volt a település, amely róla a Hahót nevet kapta. Haholttól származik az Alsólendvai gróf Bánffy család, mely 1644-ben halt ki gróf Bánffy Kristóffal. Haholtnak fia volt az a Haholt (Hahold) Buzád (1170–1241), akit Boldog Bánfi Buzádként említenek a leírások.
Nevét a Hahót nemzetségtől vette ez a Zala vármegyei apátság; s annak harmadik íze emelte azt a Szent Margit vértanú és szűz tiszteletére szentelt monostort, mely egyházi joghatóság tekintetében a veszprémi püspök alá tartozott.
Az alapítás idejére egy későbbi oklevél vet világot, mely szerint Szent László király a hahóti, másként piliskei monostort egyenesen a somogyvári apát főhatósága alá rendelte, s átokkal fenyegette azokat, akik a monostor javait háborgatni merészelnék.
Az apátság anyagi javakkal való bőségesebb ellátása Hahold unokájának Arnoldnak nevéhez fűződik. A nemzetség, mely korán három ágra oszlott, s birtokain is megosztozkodott, kezdetben megtartotta az érdeklődést a családi alapítás iránt, melyet közös temetkezőhelynek szánt. Később ugyan e tekintetben is elváltak az egyes ágak útjai. A két fiatalabb ág mindegyike külön temetkező monostort alapított magának, de nem sokkal Arnold halála után még adománnyal gyarapították a hahóti monostort. Az apátság alapítványi birtokai Kőhalom, Szántó, Tolna vármegyei helyek, a Pölöske mellett fekvő Szent Mihály és Sokoród Zala vármegyei falvak voltak. 1234 a Hahót nemzetség tagjai megjelentek II. András előtt s megerősíttették vele azon új adományokat, amelyekkel monostorukat gazdagították. Arnold ispán a Veszprém vármegyei Barnakon, s a zalai Henyén egy-egy eke földet, a Zala vizén négy kőre járó malmot adott; Panyit a monostor mögött a Pölöske vizén egy szigetet juttatott a monostornak; Keled Berzence földből egy ekényit engedett át, a nemzetség többi tagjai még Rajkon, Aszuágon, Ungon juttattak egy eke földet anélkül, hogy a kegyuraságból részt kértek volna, s csak temetkező helyet kötöttek ki maguknak a monostor egyházában.
Mivel a pölöskei sziget az apátságé volt, s későbbi híradás szerint a hahóti monostort pölöskei néven is emlegették, nem föltűnő, hogy 1234-ben Domonkos pölöskei perjel végeztetett kegyurait érdeklő oklevél átíratást.
A 13. század eseményeiből 1270-ig semmit sem hallunk. Ekkor azonban igen fontos esemény történt. V. István király Arnold ispánnak hűtlenségbe esett fiát, Miklóst megfosztotta birtokaitól, s azt Panyitnak adta. A kegyuraság, mely így azért csak családbelinél maradt, V. István halála után a régi formátumban osztotta meg, mivel Panyit a kapott részt Miklósnak visszaadta.
1330 körül Valter somogyvári apát megintette Keled fiait, Arnoldot és Mihályt, ne háborgassák a hahóti, másként piliskei monostor birtokait. Figyelmeztetése jogosságát is megindokolta: Hahótot Szent László Somogyvár fennhatósága alá rendelte. Föltűnő, hogy negyedszázaddal utóbb sem ezen kegyuraságról, sem ivadékaikról nincs szó, midőn a monostor kegyuraság megosztás tárgya. 1356. november 30-án a vasvári káptalan előtt Hahóti Herbold fiai, Lőrincz és Jakab egy részről, Herbord harmadik fiának Miklósnak gyermeke, Miklós mester, másrészről birtokosztályt tévén, ugyanekkor a Hahóti kegyuraságra abban állapodtak meg, hogy felében Lőrinczé és Jakabé, felében Miklós mesteré lesz.
Egy század múlva, 1463-ban, ha ugyan teljesen megbízható a hír, – hiszen ilyen kérelmeknél mindig túloztak, – sötéten raboltak a kegyurak. Himfyek panaszából, melyet nevükben Debrendhei Tamás zágrábi püspök terjesztett a pápa elé, a monostor pusztulásáról, elhagyatottságáról értesülünk. „Szentséges Atya – mondja a kérelem – mivel a Veszprémi egyházmegyében a Boldogságos Szűz tiszteletére szentelt hahóti egyház, mely mint állítják, kánonilag a somogyvári benczés apátsághoz van csatolva, melybe ezen monostor apátja, s konventje kormányzására egyetlen szerzetest szokott tartani. Míg az egyház gondjait alapítvánnyal ellátott örökös vikárius viseli, a korábban itt lakott apátok, konvent, szerzetesek gondatlansága miatt, kik közül némelyek annak még szent edényeit is elfecsérelték, úgy a múltban mint a jelenben jövedelmeiben nagy károkat szenvedett, s bizony a most benne élő szerzetes csak kevés jövedelemhez jut. Az örökös vikárius pedig meg sem tud élni, azért kérjük, hogy a somogyvári apátságtól elválasztva, tíz arany jövedelmével a vicarius perpetus kapja meg, aki azután jövedelmével a megyés püspök megkérdezése nélkül szabadon rendelkezhessék.”
A pápa ugyan 1464-ben január 14. föltéve, hogy a panaszok igazak, a kérelmet teljesítette, de azért a kikapcsolás nem történt meg. A következő évtizedek alatt is azt látjuk, hogy Hahót Somogyvártól függ, amely azután hol prépostot, hol apátot helyez ebbe a monostorba. Így 1479-ben is, mikor prépost van Hahóton, ez mint a somogyvári apátságnak közvetlenül alávetett fiók-apátsága (ecclesia seu monasterium filialis acbatie simigiensi immediata subietca) van említve. Hogy 1479- pérpostja van, abból gondoljuk, mert 4 évvel utóbb hahóti prépostot említenek.

### A török hódoltság időszaka
A 16. század folyamán apátjai vannak. 1508-ban, midőn bátai és zalavári visitatiot tartottak ebben az erkölcsi és anyagi tönk szélén álló monostorban, apát volt benne. Március 31-én írják az apátok: „megvizsgáltuk a hahóti monostort. A plébános, világi pap, aki az egyház kulcsát magának foglalta le, és Máté apátot akkor ereszti be a templomba, mikor neki tetszik. A patrónusok beleegyezésével ezt a plébánost eltávolítottuk. S a kulcsokat az apátnak adtuk át. Az apátról éppen nem jó hírek jártak, és szinte túlságos kegyesség a patrónusoktól, hogy beleegyeztek, hogy az egyház kulcsait az apát vegye át. Mert hiszen maguk a kegyurak arról gyanúsították az apátot, hogy asszonyt tart magának. A kegyesség azonban annak az eredményére lesz, hogy a visitator apátok kellő utánajárásra meggyőződtek róla, hogy az asszony az apátnak igazán testvére, aki mint mások mondták, szemérmes tisztaságban élt az apát mellett.”
Az apátság anyagi helyzete Himfyek a pápához intézett kérelme szerint sem volt kedvező, s a visitator apátok is nagyon szerény állapotot találtak. Ebben maga az apát is hibás volt, aki még ilyen viszonyok között is megtette, hogy a faluba házat építtetett magának. Itt tartotta apátsága marháit, nem is adott őszintén számot. Azt mondta a visitator-apátoknak, hogy itt talált állatokból csak két darab az övé, míg a falubeliek mind a nyolc ott lévő ökörről azt mondták, hogy az apát tulajdonát teszi. Az apátok azonban mégis Máté vallomását tekintették irányadónak, és csak a tőle bevallott két ökröt vették föl az apátság vagyonjegyzékébe.
Az apátság egyházi fölszerelése magán hordja a régi jobb idők nyomát legalább annyiban, hogy öt ezüst és két rézből készült kehely volt az egyházban. Ezen kívül három misekönyvet, három jobb, nyolc silányabb casulát, egy ezüst keresztet, egy ereklyetartó-táblát találtak, amelyben 39 helyen szentek ereklyéi voltak alkalmazva, beillesztve.
Mi lett a visitatio eredménye, nem tudjuk, mert Hahót ügyét sem a következő évek rendi káptalanain nem említik, sem arról nem értesülünk, vajon Somogyvár beleavatkozott-e fiókapátsága éppenséggel nem ideális viszonyainak rendezésébe. Az anyamonostor intézkedése azonban nincsen kizárva, mert 1529-ben is mutatkozik jele, hogy nem nézték közömbösen, mint vannak dolgok Hahóton. Ez év május 25-én ugyanis Mihály somogyvári apát értésére adta a hahóti monostor kegyurainak, Sárkány Bernátnak és  Hahóti Jánosnak, hogy fiokmonostorja apátját magához hivatta és fölszólította, mondjon le az apátságról, és vonuljon vissza a somogyvári konventbe.
Hahót a 16. század közepén már gyenge javadalom. 1542 végén mindössze négy egész egyketted adózó portája volt. De még mindig apátság, melynek feje is van. Midőn oláh zsinati vizsgálóbírósága működött, ez elé a hahóti apátot is megidézték, de nem jelent meg. Emiatt Illicini Péter a bíróság ügyésze azt indítványozta, hogy kiközösítéssel kell sújtani az apátot. Növekedett a szegénység amiatt, hogy az átvonuló katonaság az apátság székhelyét fölégette.
Valószínűleg 1560-ban történt, hogy Sárkány Antal a hahóti apátságot, melynek kegyura volt, s hol egyik, hol másik szokta hasznát venni, Nádasdy Tamástól „egy zalavári konventnek” szerezte meg, s azután az apátsági jószágokat évi tíz forintért bérbe vette tőle. A zalavári apát azonban Csányi Ákos tanácsára el akarta szerzetesétől venni az apátságot. Mikor Sárkány ezt megtudta, figyelmeztette öccsét, Jánost, senkit be ne eresszen az apátságba, „ha szinte emberhalál nélkül nem lészen is”. 1560. május 17-én Nádasdyanak is írt és kérte, szóljon a zalavári apátnak, legyen békével addig, míg Nádasdy az apát és Sárkány közt elvégzi a dolgot. Csányit pedig figyelmeztesse, tekintse beteges állapotát, ne háborgassa, hagyja békében. A zalavári apát alighanem visszarendelte szerzetesét, s ezzel a hahóti apátság elvesztette utolsó bencés apátját.
A 17. században adományozni kezdték Hahótot. Első apátja, kit ezen korból ismerünk Húsvéti Ambrus veszprémi kanonok volt, aki lemondott az apátságról. Közvetlen utóda Berkes Péter fehérvári főesperes és veszprémi kanonok lett, aki 1642. október 7-én részesült királyi kinevezésben. Királyi kinevezésből nyerték el az apátságot Pozsgay Miklós esztergomi őrkanonok, aradi prépost (1647), Dolny István (1682). Bonacim Venánt olasz szerzetes (1716). Ez utóbbinak azonban rendi elöljáróság megtiltotta az apátság elfoglalását. Végül némi szünet után, Schachi János Péter péceli apát, pozsonyi kanonok, ki a hahóti szőlők tizedének visszaszerzésére tett haszontalan kísérletet. Míg az ő életében – csak 1774-ben halt meg – Tolnai Festetich Pál gróf szerezte meg 1772-ben a maga és utódai számára Hahót kegyuraságát, melynek kegyúri jussán javadalmával együtt a keszthelyi plébániához csatolt.

### A barokk és reformkor
A nemesi származású baranyavári Baranyay család a 18. század első felében került Hahótra, és földbirtokosok lettek Alsó-hahóton. Baranyay István (1719–1788), akinek a neje várbogyai és nagymádi Bogyay Anna, hahót postamestere volt. Halála után a postamesteri címet egyetlenegy fiúgyermeke, baranyavári Baranyay László (1753–1813) örökölte meg. Baranyay László nem csak Alsóhahóton bírt földet, de a szomszéd Söjtörön is volt birtokos. A vármegyét is szolgálta: 1803. augusztus 22.-étől 1810. május 7.-éig a kapornaki járás aladószedője (particularis perceptor), majd később 1818. február 23.-e és 1818. augusztus 10.-e között Zala vármegye számvevője volt. Baranyay László egyik húga, baranyavári Baranyay Anna (1760–1823), akinek a férje patai Patay László (1738–1795), söjtöri földbirtokos volt. Baranyay László nejétől, Domanitzky Teréziától, származó fiúgyermeke baranyavári Baranyay Menyhért (1795–1868), táblabíró, földbirtokos, szintén örökölte a postamesteri címet apja halála után.
Baranyay Menyhért postamester kétszer nősült meg: első neje boldogfai Farkas Julianna (1796–1825), boldogfai Farkas Ignác (1753-1808) földbirtokosnak és bocsári Svastics Julianna (1771–1832) asszonynak a lánya; Baranyay Menyhért postamester második neje, miskei és monostori Thassy Mária (1799-1839), Thassy György földbirtokosnak és alsószilvágyi Gaál Julianna asszonynak lánya lett. Első nejétől baranyavári Baranyay Franciska, pósfai Horváth Zsigmondné, valamint boldogfai Farkas Jánosné Baranyay Petronella, a második feleségétől Baranyay Elek származott. Baranyay Elek (1830–1871), hahóti földbirtokos szintén jó házasságot kötött: felesége, tubolyszegi Tuboly Terézia Mária (1836–1887), akinek az apja, tubolyszeghi Tuboly Mihály (1798–1872), Zala vármegye főjegyzője, táblabíró, nagylengyeli földbirtokos volt. Baranyay Elek és Tuboly Terézia frigyéből született: Baranyay Béla és Baranyay Ödön, hahóti földbirtokosok. Az 1896-os millenniumi ünnepségekre bandériumot szerveztek, hogy a vármegyét képviselje az uralkodó előtt és erre megválasztottak 15 tagot; baranyavári Baranyay Ödön (1858–1906), földbirtokos volt az egyik közülök. Baranyavári Baranyay Ödön (1858–1906), feleségül vette a csengeri Háczky család sarját, Háczky Gizella (1862–1937) kisasszonyt, akinek a szülei csengeri Háczky Kálmán (1828–1904), földbirtokos, és nagyalásonyi Barcza Anna (1836–1878) voltak.

## Közélete

### Polgármesterei
- 1990–1994: Szabó József (független)[4]
- 1994–1998: Szabó József (független)[5]
- 1998–2002: Szabó József (független)[6]
- 2002–2006: Kámán Péter (független)[7]
- 2006–2010: Kámán Péter Géza (független)[8]
- 2010–2014: Szabó Zsolt (független)[9]
- 2014–2019: Szabó Zsolt (független)[10]
- 2019–2024: Szabó Zsolt (független)[11]
- 2024– : Szabó Zsolt (független)[1]

A településen polgárőrség működik.

## Népesség
A település népességének változása:
| Lakosok száma | 1066 | 1027 | 1019 | 963  | 956  | 941  | 933  |
|               | 2013 | 2014 | 2015 | 2021 | 2022 | 2023 | 2024 |

A 2011-es népszámlálás idején a nemzetiségi megoszlás a következő volt: magyar 95,14%, cigány 3,1%, német 0,78%. A lakosok 78,16%-a római katolikusnak, 1,76% reformátusnak, 0,56% evangélikusnak, 0,46 görögkatolikusnak, 1,76% felekezeten kívülinek vallotta magát (17,2% nem nyilatkozott).
2022-ben a lakosság 94%-a vallotta magát magyarnak, 0,9% németnek, 0,4% horvátnak, 0,3% cigánynak, 0,2% görögnek, 0,1% szlovénnek, 0,1% lengyelnek, 1,7% egyéb, nem hazai nemzetiségűnek (5,4% nem nyilatkozott; a kettős identitások miatt a végösszeg nagyobb lehet 100%-nál). Vallásuk szerint 55,1% volt római katolikus, 1,5% református, 0,4% görög katolikus, 0,3% evangélikus, 0,5% egyéb keresztény, 1,7% egyéb katolikus, 5,8% felekezeten kívüli (34,7% nem válaszolt).

## Nevezetességei
Hahóton két műemlék jellegű épület található:
- A barokk stílusú római katolikus templomot a 18. században építették az egykori bencés apátság helyén. A mai templom hajója háromboltszakaszos, szószéke rokokó stílusú. A templom melletti keresztet a magyar szabadságharcért elesettek emlékére állították.
- A Mária kápolna szintén barokk stílusban épült a 19. század végén.

Hahót egyházi történelméhez kapcsolódik Magyarország második írott misekönyve a Hahóti kódex. A Kódex jelenleg a zágrábi  püspöki levéltárban tekinthető meg.
A temetőben első és második világháborús emlékmű található.
Hahót környékén két ásatási lelőhely is található:
- A Sárkányszigeten (Buzádsziget) található földvár.[15]
- A Cseresznyés-dűlőben talált római kori sírok lelőhelye.

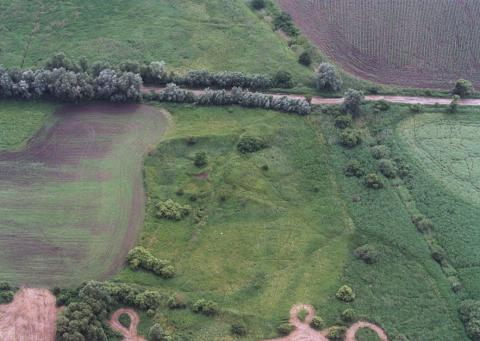
a földvár légifotója

## Híres emberek
- Itt született Kelemen (Ferenc) Krizosztom (Hahót, 1884. január 10. – Pittsburgh, USA, 1950. november 7.) pannonhalmi főapát, az MTA tagja.
- Itt született Zsiray Zsigmond (Hahót, 1800. február 11. – Pecöl, 1874. február 27.) katolikus plébános.
- Itt született Benke Ferenc (Alsó-Hahót, 1881.augusztus 14. – Pétfürdő, 1945. január) vasutas, mártír.
- Itt született Soós Lajos Jászai Mari-díjas színművész 1918. augusztus 16-án.